# Флоровское
Флоровское — село в Мышкинском районе Ярославской области России. 
В рамках организации местного самоуправления входит в Приволжское сельское поселение, в рамках административно-территориального устройства является центром Флоровского сельского округа.

## География
Расположено на реке Сутка — левом притоке Волги (впадает в Рыбинское водохранилище) — в 100 километрах к западу от центра города Ярославля и в 15 километрах к северо-западу от города Мышкин.

## История
Каменная церковь Успения Божией Матери построена в 1766 году на средства прихожан. Престолов в ней было три: средний — Успения Божей Матери; южный — Иоанна Предтечи; северный — во имя Св. мучеников Флора и Лавра. 
В конце XIX — начале XX века село входило в состав Ново-Никольской волости Мышкинского уезда Ярославской губернии.
С 1929 года село являлось центром Флоровского сельсовета Мышкинского района, с 2005 года — в составе Приволжского сельского поселения.

## Население
| 1859 | 2002 | 2007 | 2010 |
| ---- | ---- | ---- | ---- |
| 205  | ↘125 | ↗135 | ↘116 |

Согласно результатам переписи 2002 года, в национальной структуре населения русские составляли 97 % из 125 жителей.